# 다닐 알렉산드로비치
다닐 알렉산드로비치(러시아어: Даниил Александрович, 1261년 ~ 1303년)는 모스크바 공국의 시조이자 초대 군주이다. 류리크 왕조 출신이다.

## 생애
1261년, 다닐 알렉산드로비치는 블라드미르 대공국의 수도 블라디미르에서 알렉산드르 넵스키 대공의 아들로 태어났다. 1263년 야로슬라프 3세에 의해 모스크바 지역을 영지로 획득하였고, 1283년에 모스크바 공위에 올라 모스크바 공국을 건국하였으며, 1303년에 42세의 나이로 죽을 때까지 모스크바를 통치하였다.